# Robert Rivard
Pour les articles homonymes, voir Rivard.
Robert Rivard est un acteur québécois né le 29 mai 1927 et mort le 8 octobre 1989 à l'âge de 62 ans des suites d'un cancer du poumon. 

## Biographie
Après avoir suivi des cours privés avec Mia Riddez, puis avec René Simon à Paris, Robert Rivard débute au théâtre en 1946 avec les Compagnons de Saint-Laurent et à la télévision à l'époque des grands télé-théâtres. Acteur de composition, il a grandement servi les auteurs québécois en jouant entre autres les rôles de Beau-Blanc dans Le Survenant de Germaine Guèvremont, d'Émile dans Un simple soldat et de Passe-Partout dans Zone de Marcel Dubé.
Il participe aussi à de nombreuses émissions de télévision, dont Le Marcheur d'Yves Thériault, Pour cinq sous d'amour de Louis-Georges Carrier et La Pension Velder de Robert Choquette. On se souvient également de lui pour son personnage d'Hector Milot dans Rue des Pignons de Louis Morisset et Mia Riddez. Il est président de l'Union des artistes de 1972 à 1974 et de 1975 à 1978. Son dernier rôle est celui de Delphis dans le téléroman L'Héritage de Victor-Lévy Beaulieu.
Il est le père de l'auteur-compositeur-interprète Michel Rivard.

## Filmographie
- 1952 : Pépinot et Capucine (série TV) : Monsieur Blanc
- 1954 : Pépinot (série TV) : (Voice of Monsieur Blanc)
- 1954 : L'Esprit du mal : Johnny MacDonald
- 1957 : Un simple soldat (TV)
- 1957 - 1961 : La Pension Velder (Série TV)
- 1957 : Le Survenant (série TV) : Beau-Blanc
- 1957 : Au chenal du moine (série TV) : Beau-Blanc
- 1958 : Pépé le cowboy (série TV) : Compère Tortillard
- 1958 : Le Courrier du roy (série TV) : Michaud
- 1961 : Nomades du Nord (Nikki, Wild Dog of the North) : Durante
- 1966 : Rue des Pignons (série TV) : Hector Milot
- 1971 : Mon enfance à Montréal
- 1972 : La Vraie Nature de Bernadette : Felicien, le maire
- 1973 : And I Love You Dearly : Roger
- 1973 : La Maîtresse : Roger
- 1974 : Why Rock the Boat? : Saint-Onge
- 1975 : Une nuit en Amérique : Lemieux
- 1977 : Les As (série TV) : Lucien Bédard
- 1978 : Race de monde (série TV)
- 1983 : Poivre et Sel (série TV) : Bertrand
- 1985 : Clémence Aletti (série TV) : Lafleur
- 1987 : L'Héritage (série TV) : Delphis Cayouette

## Doublage

### Télévision
- Cosmos 1999 :
  - Saison 1 (24 épisodes) : Professeur Victor Bergman
  - Saison 2, ép. 10 (Une autre Terre) : Magus
- Heidi :
  - le révérend du village
  - le cocher de M. Gérard
  - le gardien du clocher à Francfort